# William Clark & Sons
William Clark & Sons est une entreprise irlandaise de l'industrie du textile. Elle a toujours été détenue et dirigée par la famille Clark. Fondée en 1736 et encore en activité en 2009.

## Historique
Au XVIIIe siècle, Dublin, deuxième ville du Royaume-Uni après Londres, est à son apogée. En 1736, John Clark crée l'entreprise en Irlande du Nord, pour faire du négoce de tissus en lin vers l'Amérique. Son fils Jackson lui succède. Au fil des décennies, l'entreprise développe son activité pour devenir un des fournisseurs les plus importants de l'industrie de la confection de vêtements sur mesure jusque dans les années 1950.